# 23 (عدد)
23 (ثلاث وعشرون) هو عدد صحيح  يلي العدد 22 ويسبق العدد 24 وهو عدد طبيعي موجب.

## لغز الرقم
توجد ظاهرة غريبة في الرقم 23، فيقال أن الأحداث والتغيرات التي تحدث في العالم مرتبطة بهذا الرقم :
- يوجد في جسم الإنسان 23 زوج من الكروموسومات.
- يحتاج الدم إلى 23 ثانية ليكمل دورة كاملة في الجسم.
- يوجد في العملات الأمريكية 23 صورة وحرف.
- ولد المؤلف شكسبير في ال23 من أبريل ومات في نفس اليوم.
- طعن قيصر 23 طعنة.
- تفجير مركز التجارة العالمية (World Trade Center) حرف الW ترتيبه في الأبجدية الإنجليزية 23، والT ترتيبه 20، والC ترتيبه 3، T+C تساوي 23.

وحدث التفجير في 9/11/2001 = 9+11+2+00+1=23.
وحدثت محاولة لتدمير المركز في عام 1976 = 6+7+9+1=23.
- تفجير أوكلاهوما حدث في 19/4 = 19+4 = 23.
- تم قذف قنبلة هيروشيما في تمام الساعة 8:15 = 8+15 = 23.
- الماينز يعتقدون أن العالم سينتهي في العام 2012 = 2+1+20 = 23.
- يعتقد أن يسوع ولد في 23 من يوليو.
- حدثت كارثة التايتنك في 4/15/1912 = 2+1+9+1+5+1+4 = 23.
- في 23 نوفمبر استطاع هتلر التسلط على الاقتصاد الأوروبي.
- الرئيس الأمريكي جون كينيدي قتل في 22 نوفمبر 1963 وبجمع تاريخ اليوم والسنة = 3+6+9+1+2+2 = 23.
- محور الأرض مائل بدرجة 23.5.
- أعدم صدام حسين في 30/12/2006 = 6+0+0+2+2+1+0+3 = 23.
- رقم اللاعب مايكل جوردن 23، وقتل والده جيمس جوردان في 23/6/1993.
- كان جيم كاري ((بطل فيلم الرقم 23)) مهووسا بالرقم قبل أدائه للفيلم حتى أنه غير اسم الشركة إلى jc23.
- الحرف w مرسوم على شكل مؤشر إلى الأعلى في لوحة المفاتيح فوق الحرف مباشرة يوجد رقمي 2، 3 المكونة للعدد 23.